# Centro de Imunologia Molecular
O Centro de Imunologia Molecular, (Centro de Inmunología Molecular) ou CIM, é uma instituição cubana de pesquisa de cancro.
Inaugurada a 5 de Dezembro de 1994, tem como missão a pesquisa e produção de novos produtos biofarmacêuticos para o tratamento de cancro e outras doenças intransmissíveis.